# Harrison megye (Kentucky)
Harrison megye az Amerikai Egyesült Államokban, azon belül Kentucky államban található. Megyeszékhelye és legnagyobb városa Cynthiana. Lakosainak száma 18 692 fő (2020. április 1.). Harrison megye Bracken, Robertson, Nicholas, Bourbon, Scott, Grant és Pendleton megyékkel határos.

## Népesség
A megye népességének változása:
| Lakosok száma | 18 817 | 18 660 | 18 576 | 18 518 | 18 763 | 18 692 |
|               | 2010   | 2011   | 2012   | 2013   | 2015   | 2020   |